# テレしず通りパロパロ
『テレしず通り パロパロ』（テレしずどおり パロパロ）は、テレビ静岡（SUT）で放送された静岡ローカルの情報番組である。
毎週土曜日 11:59 - 12:55に生放送。モノラル放送（モノステレオ放送）・ハイビジョン制作。

## 概要
生活や健康に関する話題、グルメ情報やイベント情報を中心に伝える。
当時テレビ静岡は、在静民放の中で唯一平日夕方の生ワイド番組を放送しておらず（『FNNスーパーニュース』17時台のネットもない）、この時間帯に週に1回放送している。

## 沿革
- 2001年9月8日、『土曜マガジン パロパロ』としてスタート。司会はぜんじろう、蓮見直樹（テレビ静岡アナウンサー）、小林美幸（当時テレビ静岡アナウンサー）だった。公開放送で視聴者参加コーナーがあった。
- 2003年4月12日、タイトルを『テレしず通り パロパロ』に変更。司会をぜんじろうから鈴木敏弘（テレビ静岡アナウンサー）に交代させ、番組をリニューアルした。同時に出演者を同局のアナウンサーで固めたが、番組後期からコメンテーターやお笑いタレントが加わっていった。
- 2011年3月26日、放送終了。後継番組として同年5月14日から『まめサタ』がスタート。

## 出演者

### 司会
- 鈴木敏弘（2003年4月 - 2006年12月）
- 小林美幸（2003年4月 - 2006年3月）
- 橋口文恵（2006年4月 - 2007年3月、それまではリポーター）
- 近藤英恵（2007年4月 - 2009年12月、〃）
- 平野有海（2010年1月 - 2011年3月、〃）
- 蓮見直樹（2007年1月 - 2011年3月、前身の番組でもMCやリポーター）

### リポーター
- 菰田玲子
- 内田順子
- 田中宏枝（後期にはナレーターも兼任）
- 永井俊樹
- 矢羽々恵匡
- 木村英里

### コメンテーター
- 平畠啓史（DonDokoDon・隔週出演、2006年10月 - 2007年3月）
- 鬼塚大輔（静岡英和学院大学教授・最新映画情報担当）
- 平野雅彦（情報意匠研究所主宰）
- 高木敦子（環境デザイナー）
- 小出宗昭（富士市産業支援センター）
- 高橋正純（ラジオパーソナリティ）
- 松村麻子（womo編集長）

### ゲストリポーター
- シャカ（月1回、2007年1月 - 2010年3月）
- パッション屋良（こたえて☆パッション!、2007年10月 - 2009年3月）
- ナイツ（2009年4月 - 2011年3月）
- あきげん（ナイツと隔週、2010年4月 - 2011年3月）
- 石田紗英子（2010年1月 - 2010年9月）
- 平松伴康（2010年1月 - 2011年3月）

### 土曜マガジンパロパロ時代
- ぜんじろう
- パロパロガールズ
  - 小森あゆみ
  - 中馬めぐみ
  - 園田真夕
  - 川井三奈
  - 青嶋真実
  - 中川早紀（当時大学生）
  - 山内麻紀子
  - 坂野友美
  - 油井美輝
  - 樋口好未
  - 若杉直美
  - 西郷綾
  - 宮崎友理子

## ゲスト出演者

### スタジオ出演者
- 石田ゆり子
- 今井雅之
- 軽部真一・高島彩
- 真野恵里菜

### VTR出演者
- V6
- 堀北真希
- 玉木宏
- 上戸彩・大泉洋
- 沢尻エリカ
- 観月ありさ
- 速水もこみち
- 香里奈

## コーナー
こたえて☆パッション!
パッション屋良が街角でアンケートや質問をする。
しずおか探Q隊
静岡県内の疑問質問をパロパロ調査隊が調べる。
シャカのB食を極めま書SHOW
シャカが静岡の街を食べ歩く。
健康お試し隊!
健康情報伝えるコーナー。紹介する健康法を実際にリポーターが体験し、解説を行う。
なっとくハンター 新パロの知恵袋
生活の裏技を伝えるコーナー。アイデアレシピなども紹介される。
こだわりの逸品
県内の食品メーカーや飲食店を訪れ、そこの自慢の商品を紹介する。
デカ常連店 秘蔵のアレ
同局の人気番組『くさデカ』によく登場する店の裏メニューを紹介するコーナー。
最新映画情報
映画に詳しい静岡英和学院大学教授の鬼塚大輔が最新の映画のあらすじと見所を紹介するコーナー。
あの記事・この記事・どんな記事!?
静岡県内で発行される新聞記事から、気になる話題を取り上げるコーナー。同局の株主である産経新聞（静岡版）や中日新聞（東海本社版）はもちろんのこと、競合紙である静岡新聞（競合局SBS静岡放送の親会社）などの記事も取り上げている。この他、熱海新聞（静岡新聞系）などマイナーな新聞の記事も取り上げている。
中継
同局が後援するイベントの開催日には、その会場の様子などを中継で紹介する。ツインメッセ静岡からの中継が多い。